# Nova Campina
Pour les articles homonymes, voir Campina.
Nova Campina est une municipalité brésilienne de l'État de São Paulo.